# Viviparus
Die Gattung Viviparus umfasst Süßwasserschnecken aus der Familie der Sumpfdeckelschnecken (Ordnung Architaenioglossa). Sie ist bereits seit dem Jura nachgewiesen. Die Gattungsbezeichnung Viviparus bedeutet zwar „lebendgebärend“, doch genau genommen produzieren die weiblichen Tiere Eier, die aber im unteren Eileiter ausgetragen statt abgelegt werden (Ovoviviparie).

## Merkmale
Die Gehäuse messen bis zu 5 cm in der Höhe. Sie sind glatt und die Umgänge sind gewölbt. Es kommen flach- bis hochkonische Gehäuse vor. Die innerartliche Variabilität kann beträchtlich sein.

## Systematik
Für Europa gibt die Fauna Europaea fünf Arten der Gattung Viviparus an, die z. T. in mehrere Unterarten unterteilt werden.
- Donau-Sumpfdeckelschnecke (Viviparus acerosus (Bourgouignat, 1862)) (zwei Unterarten)
- Italienische Sumpfdeckelschnecke (Viviparus ater (de Cristofori & Jan, 1832)) (drei Unterarten)
- Spitze Sumpfdeckelschnecke (Viviparus contectus (Millet, 1813))
- Viviparus mamillatus (Küster, 1852)
- Stumpfe Sumpfdeckelschnecke (Viviparus viviparus (Linnaeus, 1758)) (zwei Unterarten)

dazu kommt noch eine Reihe ausschließlich fossiler Arten; z.B:
- Viviparus diluvianus (Kunth, 1865) (Mittelpleistozän)
- Viviparus glacialis (S. Wood, 1872) (Pleistozän)
- Viviparus teschi Meijer, 1990 (Pleistozän)
- Viviparus gibbus (Sandberger, 1880) (Quartär)
- Viviparus symeonidisi Schütt, 1986
- Viviparus suessoniensis (Deshayes, 1826)
- Viviparus suevicus (Wenz, 1919)
- Viviparus sublentus d´Orbigny, 1850
- Viviparus sadleri Partsch, 1856
- Viviparus crytomaphora Brusina, 1874
- Viviparus kurdensis Lörenthey, 1894

u. a.
Häufig wird die Gattung Viviparus noch in mehrere Untergattungen unterteilt.

## Aquaristik
In Mitteleuropa sind V. viviparus und V. contectus am verbreitetsten. Oft werden sie verallgemeinernd als „Sumpfdeckelschnecken“ bezeichnet. Beide Arten werden (meist ohne klare Unterscheidung!) im Aquaristikhandel für Aquarien und Gartenteiche angeboten, da sie selten bis gar nicht lebende höhere Pflanzen fressen und auch zur Algenbekämpfung empfohlen werden. Für den letztgenannten Zweck sind sie allerdings weniger gut geeignet.